# Всемирный фонд дикой природы
Всеми́рный фонд ди́кой приро́ды (англ. World Wildlife Fund, сокр. WWF; в настоящее время официально называется Всеми́рный фонд приро́ды (англ. World Wide Fund for Nature), только в США и Канаде сохранено старое название) — швейцарская транснациональная общественная организация, работающая в сферах, касающихся сохранения, исследования и восстановления окружающей среды. Это крупнейшая в мире независимая природоохранная организация с более чем 5 миллионами сторонников во всём мире, работающая в более чем 100 странах, поддерживающая около 1300 природоохранных проектов во всём мире.
Миссия Всемирного фонда дикой природы заключается в предотвращении нарастающей деградации естественной среды планеты и достижении гармонии человека и природы. Главная цель — сохранение биологического разнообразия Земли.

## История

### «Фонд охраны природы»
Непосредственным предшественником «Всемирного фонда дикой природы» был «Фонд охраны природы» (англ. The Conservation Foundation), созданный в Нью-Йорке в 1947 году Генри Фэйрфильдом Осборном (англ. Henry Fairfield Osborn). «Фонд охраны природы» был создан в поддержку капиталистически-ориентированных экологических практик. В состав консультативного совета этого фонда вошло несколько ведущих учёных, в том числе Чарлз Элтон, Г. Эвелин Хатчинсон, Альдо Леопольд, Карл Зауэр и Пол Сирс (англ. Paul Sears). При поддержке «Фонда охраны природы» осуществлялась большая часть научной работы, процитированной в книге Рэйчел Карсон «Безмолвная весна» — в том числе исследования Джона Л. Джорджа (John L. George), Роджера Хейла (Roger Hale), Роберта Рудда (Robert Rudd) и Джорджа М. Вудвелла (англ. George M. Woodwell).
В 1963 году «Фонд охраны природы» провёл конференцию и опубликовал основной доклад Ноэля Эйхорна (Noel Eichhorn) с предупреждениями об антропогенных причинах глобального потепления. Этот доклад основывался на результатах исследований вице-президента фонда Франка Фрейзера Дарлинга (англ. Frank Fraser Darling), а также Эдварда Смита Дивея (англ. Edward Smith Deevey), Эрика Эриксона (Erik Eriksson), Чарльза Дэвида Килинга, Гильберта Пласса (англ. Gilbert Plass), Лионала Валфорда (Lionel Walford) и Уильяма А. Гарнетта (англ. William A. Garnett).

### Моржский Манифест
Идея создания фонда помощи животным, находящимся под угрозой вымирания, была первоначально предложена Виктором Столаном (англ. Victor Stolan) Джулиану Хаксли в ответ на его статьи, опубликованные в британской газете «The Observer». Хаксли познакомил Столана с Максом Николсоном (англ. Max Nicholson) — человеком, который на протяжении тридцати лет занимался налаживанием контактов между интеллектуалами-прогрессивистами и представителями крупного бизнеса в аналитическом центре «Политическое и экономическое планирование». Именно Николсон придумал название организации — «World Wildlife Fund», «Всемирный фонд дикой природы», и этот фонд был создан 29 апреля 1961 года.
11 сентября того же года в швейцарском городе Морж был открыт первый офис WWF. «Всемирный фонд дикой природы» был задуман как источник финансирования уже существующих и действующих природоохранных групп, таких как «Международный союз охраны природы» и вышеупомянутый «Фонд охраны природы». Важную роль в создании WWF сыграл Годфри Андерсон Рокфеллер (англ. Godfrey Anderson Rockefeller); он набирал первых сотрудников фонда.
Учреждение «Всемирного фонда дикой природы» ознаменовалось подписанием «Моржского манифеста» (англ. Morges Manifesto) — основополагающего документа, установившего идеологию и основные принципы работы фонда.
Из «Моржского манифеста»:

То, что нужнее любых денег — выполнение нашей миссии по охране находящихся в опасности видов: путём покупки земли, где природные богатства находятся под угрозой; путём найма охранников заповедных территорий … через просвещение и обучение … Путём направления специалистов в угрожаемые места и подготовки их … нужно сделать всё возможное, пока не поздно.
Оригинальный текст (англ.)… They need above all money, to carry out missions and to meet conservation emergencies by buying land where wildlife treasures are threatened, money, for example, to pay guardians of wildlife refuges … for educations among those who would care … For sending experts to danger spots and training … Making it all possible that their needs are met before it is too late.

### Недавняя история
В дальнейшем «Всемирный фонд дикой природы» открыл офисы и осуществлял деятельность во многих странах мира. Первоначально он занимался только финансированием существующих неправительственных организаций, которые специализировались на защите вымирающих видов, используя для этого лучшие научно-обоснованные методы. В дальнейшем, по мере увеличения ресурсов фонда, в сферу его деятельности вошло также сохранение биологического разнообразия, устойчивое использование природных ресурсов, снижение загрязнения окружающей среды, сдерживание глобального нотебления. WWF стал не только финансировать, но и самостоятельно осуществлять природоохранные проекты и кампании.
В 1984 году он сменил название на «Всемирный фонд природы» (англ. World Wide Fund for Nature), сохранив прежнюю аббревиатуру — WWF. Переименование было сделано с целью большего соответствия видам деятельности организации. Однако в США и Канаде организация продолжает работать под прежним наименованием.
В год 25-летия фонда в итальянском городе Ассизи прошла юбилейная конференция. Принц Филипп, герцог Эдинбургский и международный президент фонда, пригласил на неё религиозных лидеров, представляющих различные направления буддизма, христианства, индуизма, ислама и иудаизма. Они приняли «Асизские декларации» (англ. The Assisi Declarations), утверждающие связь между охраной природы и религией.
В 1990-х годах WWF определил свою миссию как:

Остановить деградацию окружающей природной среды на планете и обеспечить будущее, в котором люди будут жить в гармонии с природой, а для этого:
- сохранять мировое биологическое разнообразие;
- обеспечивать устойчивое использование природных ресурсов;
- способствовать снижению загрязнения и расточительного потребления.

Оригинальный текст (англ.)Stop the degradation of the planet’s natural environment and to build a future in which humans live in harmony with nature, by:
- conserving the world's biological diversity;
- ensuring that the use of renewable natural resources is sustainable; [and]
- promoting the reduction of pollution and wasteful consumption.

Участниками WWF и другими учёными-исследователями мирового биоразнообразия было идентифицировано 238 экорегионов — важнейших сухопутных, пресноводных и морских мест обитания. WWF утверждает, что этот глобальный анализ биологического разнообразия был первым в своём роде.
В начале 2000-х годов работа «Всемирного фонда природы» была сосредоточена на части этих экорегионов; проводились мероприятия в области сохранения лесных, пресноводных и морских ареалов, сохранения вымирающих видов, климатических изменений и прекращения использования наиболее токсичных химикатов.

Мы не всё сможем спасти, что хотим — но лучше сохранить хоть что-то, чем даже не пытаться сделать ничего.
Оригинальный текст (англ.)We shan't save all we should like to, but we shall save a great deal more than if we had never tried.
— Питер Скотт
В 1996 году фонд получил основной консультативный статус при ЮНЕСКО.
В октябре 2022 года фонд опубликовал совместный с Зоологическим обществом Лондона «Живая планета» доклад, согласно которому со 1970 года популяция диких животных сократилась на 69 %. Согласно данным организаций с 1970 по 2014 год сокращение популяции было 60 %, а с 1970 по 2016 уже 68 %. Ученые связывают снижение популяции с вырубкой лесов, растущего потребления и загрязнения окружающей среды.

## Символика
Символ Всемирного фонда дикой природы — большая панда.
Во время пребывания панды Чи-Чи в лондонском зоопарке, в 1961 году, её увидел один из основателей Всемирного фонда дикой природы — учёный и художник-анималист сэр Питер Скотт. Он сделал стилизованный портрет панды и решил, что изображение этого добродушного, нуждающегося в защите животного станет прекрасным символом нового фонда.
Панда — одно из редких животных, занесённых в Международную Красную книгу.

### Спор об инициалах
В 2000 году Всемирный фонд дикой природы подал в суд на World Wrestling Federation (WWF, ныне WWE) за нечестную торговую практику. Обе стороны использовали инициалы «WWF» с 1979 года. Организация охраны природы утверждала, что компания рестлинга нарушила соглашение 1994 года о международном использовании инициалов WWF. 10 августа 2001 года суд Великобритании вынес решение в пользу Всемирного фонда дикой природы. World Wrestling Federation подала апелляцию в октябре 2001 года, но позже отозвала свою апелляцию. 5 мая 2002 года World Wrestling Federation изменила свой веб-адрес с WWF.com на WWE.com и заменила все упоминания «WWF» на существующем сайте на «WWE», официально объявив о смене названия на «World Wrestling Entertainment» днем позже с помощью маркетинговой кампании «Иди на F» (англ. Get the 'F' Out). Вскоре после этого биржевой тикер компании также сменился с WWF на WWE. Отказ организации рестлинга от инициала «WWF» не положил конец юридическому конфликту двух организаций. Позже, в 2002 году, Всемирный фонд дикой природы обратился в суд с требованием возместить ущерб в размере 360 миллионов долларов, но не добился успеха. Последующее ходатайство Всемирного фонда дикой природы было отклонено британским апелляционным судом 28 июня 2007 года. В 2003 году World Wrestling Entertainment выиграла дело, которое позволило им продолжить маркетинг некоторых ранее существовавших продуктов со старым логотипом WWF. Однако WWE было предписано выпускать новые фирменные товары, такие как одежда, фигурки, видеоигры и DVD с инициалами «WWE». Кроме того, по решению суда компания должна была удалить слуховые и визуальные упоминания «WWF» в своей библиотеке видеоматериалов за пределами Великобритании. Начиная с июля 2012 года, логотип WWF больше не подвергается цензуре в архивных записях. Кроме того, инициалы WWF больше не подвергаются цензуре при произнесении или написании обычным текстом на архивных кадрах. Взамен WWE больше не разрешается использовать инициалы или логотип WWF в любых новых, оригинальных кадрах, упаковке или рекламе, а любые логотипы для ретро-тематических программ теперь используют модификацию оригинального логотипа WWF без буквы F.

## Доклады фонда
Доклад WWF «Живая планета» выходит раз в два года. Его называют одним из самых цитируемых и авторитетных в мире источников информации об экологической обстановке на планете. Разработкой доклада занимаются учёные из Лондонского зоологического общества и Всемирной сети экологического следа. Доклад определяет здоровье планеты по нескольким показателям: состояние популяций животных, использование природных ресурсов человечеством, использование возобновляемых источников энергии и ресурсов, количество пресной воды, потребляемой при производстве и так далее.
Пресса отмечает, что в докладе за 2010 год эксперты наблюдали только около 2,5 тысяч видов живых организмов, в то время как на земле их больше 2 миллионов. При этом высказывалось мнение, что выборка была не случайной, а включала в основном те виды, которые находятся на грани вымирания.
По докладу Всемирного фонда дикой природы, с 1970 по 2012 год индекс, отражающий численность различных видов животных, снизился на 58 %, а популяции животных, живущих в пресной воде, сократились на 81 %.

## WWF в России
Первые проекты Всемирного фонда дикой природы (WWF) в СССР начались ещё в 1988 году. В 1993 году WWF предложил Лоре Уильямс начать проект по оценке состояния биологического разнообразия России. В 1994 году при участии Лоры Уильямс открылось российское представительство Фонда в Москве, осуществившее более 1000 полевых проектов в 47 регионах России и вложившее более 30 миллионов долларов в работу по сохранению и приумножению природных богатств страны. В 2004 году Всемирный фонд дикой природы стал российской национальной организацией.
WWF России также работает на территориях, наиболее важных для сохранения разнообразия живой природы — в экорегионах. 14 из 200 мировых экорегионов (Global 200), выделенных WWF, находятся на территории России. Офисы Фонда открыты в Москве, Краснодаре, Владивостоке, Красноярске, Мурманске, Архангельске и Петропавловске-Камчатском.
В ноябре 2017 года русская художница Ирина Батькова вместе с WWF выпустила серию дизайнерских платков с традиционными узорами амурского народа ульчи, часть выручки было передано фонду.
Основные программы WWF России:
- Охрана редких видов — проекты по сохранению видов животных, стоящих на грани исчезновения: дальневосточного леопарда, амурского тигра, зубра, снежного барса, переднеазиатского леопарда, атлантического моржа.
- Работа на особо охраняемых природных территориях — создание в приоритетных экорегионах систем охраняемых природных территорий (заповедников, национальных парков, заказников и др.), гарантирующих долгосрочное сохранение биологического разнообразия.
- Лесная программа — сохранение биологического разнообразия лесов России на основе перехода к устойчивому управлению лесами и их охраны.
- Морская программа — устойчивое использование морских ресурсов и охрана морской фауны и флоры.
- Климатическая программа — предотвращение изменений климата и адаптация к их последствиям.
- Экологизация нефтегазового сектора России — предотвращение и снижение негативного воздействия нефтегазового сектора экономики на природу России через повышение экологической ответственности компаний и совершенствование нормативно-правовой базы в стране.

Несмотря на то, что значительная часть природоохранных полевых проектов WWF России финансируется из-за рубежа, Фонду удается достичь больших успехов в привлечении средств и внутри страны. По состоянию на начало 2011 года WWF России имел более 17 тысяч индивидуальных сторонников в России, вносивших регулярные пожертвования, а к 2017 году их число увеличилось до 24 тысяч. По данным отчета Фонда за 2015 год, 40 компаний являлись партнерами Фонда и финансировали природоохранные проекты WWF России.
Высшим органом управления WWF России является Совет. На январь 2020 года в состав Совета входили:
- Анна Козловская — старший управляющий директор — директор по связям с общественностью Сбербанка;
- Николай Донцов — член правления ITI Funds, ITI Capital. Совладелец сайта-платформы путешественников Turbina;
- Владислав Онищенко — руководитель Аналитического центра при Правительстве Российской Федерации;
- Татьяна Никульшина — независимый консультант по связям с общественностью, тренер;
- Никита Орлов — финансовый директор ПАО «Мегафон»;
- Михаил Калякин — директор зоологического музея МГУ.

Директором WWF России с 1996 по 2019 года являлся Игорь Честин. Сейчас он занимает должность Президента WWF России. С мая 2020 года директором WWF России является Дмитрий Горшков.
В 2019 году в память об основательнице WWF России была учреждена премия имени Лоры Уильямс. Она присуждается молодым специалистам, которые добились значительных результатов в области сохранения дикой природы России. Об учреждении премии было объявлено в день 25-летнего юбилея WWF России, который проходил 3 июля 2019 года во время традиционного «Бала на траве».
10 марта 2023 года Минюстом РФ WWF был объявлен иностранным агентом.
21 июня 2023 года Генпрокуратурой РФ WWF был объявлен нежелательной организацией. Было заявлено, что «фактически так называемая природоохранная и экопросветительская деятельность под руководством подданного Великобритании Н. Исделла используется «WWF» в качестве прикрытия для реализации проектов, которые формируют угрозы безопасности в экономической сфере», WWF ведет «деятельность, направленную на воспрепятствование реализации политического курса страны по промышленному освоению Арктики», сформировал сеть организаций для сбора информации об экологической обстановке в регионах России в контексте работы крупных промышленных комплексов и подготовке оценок якобы «тенденциозного характера», «направленных на сковывание экономического развития Российской Федерации», а также оказывал поддержку «иноагентам» «Друзья Балтики», «Экологическая вахта Сахалина» и другим организациям, членов которых привлекали к административной ответственности за участие в митингах, что «свидетельствует о вмешательстве во внутренние дела Российской Федерации».
21 июля 2023 года сторонникам WWF было отправлено письмо от представителей WWF на электронную почту. В нём WWF заявили, что последние несколько месяцев были очень непростыми для Фонда. Теперь они вынуждены остановить все регулярные списания в адрес Фонда, а так же Фонд более не может инициировать новые проекты, что означает фактическое закрытие Фонда в России.

### Публикации о вырубке лесов и браконьерстве
Сотрудники фонда собрали информацию и подготовили публикации о широкомасштабных вырубках тайги и браконьерстве, наносящих большой ущерб природе, разрушающих традиционную среду обитания коренных народов Дальнего Востока, и создающих дополнительную угрозу для выживания редких видов животных (амурского леопарда, амурского тигра и др.) на Дальнем Востоке, а также на Алтае и в Томской области

### Таймырский уголь
Представители WWF России критически отзываются о планах открытой добычи угля на Таймыре. Представитель фонда Алексей Книжников в интервью ББС сказал:

По нашему мнению, реализация подобных проектов в столь экологически уязвимом регионе это безумие.
Оригинальный текст (англ.)Developing new projects in such an ecologically sensitive area is madness, in our view.

## Президенты
| Года работы | Имя                           | Страна         |
| ----------- | ----------------------------- | -------------- |
| 1962—1976   | Бернард Липпе-Бистерфельдский | Нидерланды     |
| 1976—1981   | Джон Лоудон                   | Нидерланды     |
| 1981—1996   | Филипп, герцог Эдинбургский   | Великобритания |
| 1996—1999   | Сайед Бабар Али               | Пакистан       |
| 2000        | Рууд Любберс                  | Нидерланды     |
| 2000—2001   | Моррисон, Сара                | Великобритания |
| 2002—2009   | Эмека Аняоку                  | Нигерия        |
| с 2010—2017 | Иоланда Какабадзе             | Эквадор        |
| 2018—2022   | Паван Сухдев                  | Индия          |
| 2023—       | Адил Наджам                   | Пакистан       |

## Критика
30 августа 2011 года WWF объявил о начале новой общественной кампании, направленной на недопущение разливов нефти в российском секторе Арктики. Это произошло в тот же день, когда Роснефть и американская ExxonMobil подписали соглашение о стратегическом сотрудничестве, включая работу на арктическом шельфе. 1 сентября 2011 года WWF выступил с критикой соглашения между компаниями Роснефть и Exxon Mobil о добыче нефти и газа в российской Арктике.
В марте 2019-го, новостной сайт BuzzFeed опубликовал расследование деятельности Всемирного фонда природы. В нём шла речь о том, что фондом нанимаются так называемые «рейнджеры», борющиеся с браконьерством обычно посредством пыток и убийств людей, которых те считают виновными. По версии BuzzFeed, фонд осведомлён о сомнительных инициативах «рейнджеров», однако не принимает никаких мер по их прекращению. В настоящее время WWF пообещали расследовать жалобы на «рейнджеров», однако отвечать на подробные вопросы в организации отказались.

### Комментарии
1. ↑  BuzzFeed не принято рассматривать, как надёжный источник[52]. При этом в достоверности и надёжности новостей сомневаются читатели вне зависимости от своей политической ориентации[53][54]. Многие читатели и вовсе не рассматривают BuzzFeed, как новостной сайт[55]. Также сайт множество раз подвергался критике за плагиат, копирование текста, изображений, статей из других сайтов, выдавая их за свои и нарушение авторских прав[56][57][58][59][60].